# Habitude
L'habitude est une disposition acquise, relativement permanente et stable, qui devient une sorte de seconde nature. Elle est en quelque sorte un pouvoir qui facilite l'effort. Elle est thématisée de façon centrale par différents auteurs comme Aristote, Hume, Ravaisson, Maine de Biran.
Ex : Tous les matins, je prends le train et j'ai l'habitude de me lever tôt.

## Diversité des habitudes
- Habitudes générales
- Habitudes motrices
- Habitudes psychiques
- Habitudes sociales

## Apprentissage
Une question qui vient à l'esprit, c'est de savoir comment se forme une habitude.
- Conditions de l'habitude :
  - Répétition
  - Rythme
  - Apprentissage progressif
  - Conditions psychiques
- Conséquences :
  - Automatisme
  - Adaptation
  - Facilitation de l'action